# Laphria aberrans
Laphria aberrans là một loài ruồi trong họ Asilidae. Laphria aberrans được Wulp miêu tả năm 1898. Loài này phân bố ở miền Ấn Độ - Mã Lai.